# Нифонтов, Николай Иннокентьевич
Николай Иннокентьевич Нифонтов (13 апреля 1866, село Томтор, Якутская область — 1921, Якутск) — протоиерей Православной Российской Церкви, благочинный Якутской епархии.

## Биография
Родился в семье псаломщика. Жена — Анастасия Петровна, бездетный.
Окончил Якутское духовное училище (1884), Якутскую духовную семинарию (1890) и Московскую духовную академию со степенью кандидата богословия (1895).
Преподаватель теории словесности и истории русской литературы, русского и церковно-славянского языков в Якутских духовной семинарии и духовном училище (1895), епархиальный наблюдатель церковных школ (1896–1913), член (1896) и председатель (1905) Якутского епархиального училищного совета.
С 1897 года иерей, служил в Якутском кафедральном соборе.
Награждён скуфьей, член (1899), затем председатель Переводческой комиссии при Якутском комитете Православного миссионерского общества, старший благочинный Якутской епархии для наблюдения за храмами, где священствуют благочинные, член совета Якутского церковного братства во имя Христа Спасителя (1901).
Протоиерей (1905), ближайший помощник епископа Макария (Павлова), сверхштатный член Якутской духовной консистории (1906), награждён камилавкой (1907), инспектор и духовник Благовещенской духовной семинарии (1911), секретарь и казначей Иоанно-Богословского братства (1912), инспектор Якутской духовной семинарии (1913), председатель епархиальной комиссии по отмене наград для духовенства (1917), член Якутского епархиального совета (1917–1920).
В 1917 году член Поместного собора Православной российской церкви по избранию как клирик от Якутской епархии, участвовал в 1-й сессии, член III, IV, XVII Отделов.
В феврале 1918 года вернулся в Якутск. В 1919 году член Якутского епархиального собрания. В 1920 году исполнял обязанности ректора Якутской духовной семинарии, в феврале был арестован большевиками.
По воспоминаниям современницы, в 1921 году «его арестовали, привязали к дереву и издевательски убили штыками».

## Сочинения
- Однодневная поездка епископа Макария в Кунахтахское // Якутские епархиальные ведомости. 1907. № 20–21.
- Особое мнение // Якутские епархиальные ведомости. 1917. № 8.